# Bernier Island
Bernier Island – jedna z trzech wysp, które tworzą Bernier and Dorre Island Nature Reserve w obszarze Światowego Dziedzictwa Zatoka Rekina w Australii Zachodniej.
Znajduje się w północno-zachodniej części Zatoki Rekina. Od kontynentu oddziela ją Cieśnina Geografa, na wysokości miasta Carnarvon. Wyspa ma 2,6 ha powierzchni. Na jej północnym krańcu znajduje się latarnia morska. Jest ona oddzielona od Dorre Island wąską cieśniną o szerokości pół kilometra.
Na wyspie znajduje się jedna z nielicznych pozostałych kolonii filanderka pręgowanego (Lagostrophus fasciatus).